# Promotion 1978-1980 de l'École nationale d'administration
Pour un article plus général, voir Liste d’élèves de l’École nationale d’administration.
La promotion 1978-1980 de l’École nationale d’administration (ÉNA), dite promotion Voltaire, est la trente-sixième promotion d’élèves depuis la création de l’école en 1946. Elle porte le nom du philosophe français des Lumières Voltaire.
La promotion Voltaire est remarquée pour le nombre élevé d’élèves ayant par la suite accédé à des postes politiques de premier plan, parmi lesquels le président de la République François Hollande, le Premier ministre Dominique de Villepin ou la ministre Ségolène Royal.

## Liste des élèves
La promotion est réputée pour avoir accueilli un grand nombre d’étudiants ayant accédé à certaines des plus hautes fonctions politiques, économiques et administratives de la République française. On peut notamment citer :
- un président de la République : François Hollande ;
- un Premier ministre : Dominique de Villepin ;
- un Ministre d'État (chef du Gouvernement de Monaco) : Pierre Dartout ;
- plusieurs ministres de plein exercice : Frédérique Bredin, Renaud Donnedieu de Vabres, Michel Sapin et Ségolène Royal, cette dernière ayant par ailleurs accédé au second tour de l’élection présidentielle de 2007 ;
- un secrétaire d’État : Raymond-Max Aubert ;
- deux hauts fonctionnaires de l’Élysée sous la présidence de François Hollande : Jean-Pierre Jouyet, secrétaire général et Sylvie Hubac, directrice de cabinet du président de la République ;
- plusieurs préfets dont : Michel Cadot et Michel Delpuech ;
- le trésorier de la campagne électorale de François Hollande en 2012, Jean-Jacques Augier ;
- un PDG d’Axa : Henri de Castries ;
- un membre du Conseil constitutionnel (France) : Claire Bazy-Malaurie.

## Parcours
L'étude des trajectoires des membres de la promotion Voltaire montre que 67 % des étudiants n'ont jamais pantouflé, et moins de 50 % disposent de notice dans le Who's Who.

## Documentaire
- Samir Tounsi et Pierre-Jean Zami, Promotion Voltaire, France 3 / LCP, 2013